# Norman (Oklahoma)
Norman é uma cidade localizada no estado norte-americano de Oklahoma, no Condado de Cleveland.

## Geografia
De acordo com o United States Census Bureau, a cidade tem uma área de 490,6 km², onde 463 km² estão cobertos por terra e 27,6 km² por água.

### Localidades na vizinhança
O diagrama seguinte representa as localidades num raio de 16 km ao redor de Norman.

## Demografia
Segundo o censo nacional de 2010, a sua população é de 110 925 habitantes e sua densidade populacional é de 239,59 hab/km². É a terceira cidade mais populosa do estado. Possui 47 965 residências, que resulta em uma densidade de 103,60 residências/km².